# Политика Нью-Брансуика
Политическими институтами канадской провинции Нью-Брансуик являются законодательное собрание во главе с премьером, правительство провинции и лейтенант-губернатор, представляющий Её величество королеву Великобритании в провинции.
Законодательное собрание Нью-Брансуика является однопалатным и состоит из 55 мест. Выборы проходят каждые пять лет, но могут объявляться и чаще лейтенант-губернатором (представителем королевской воли в провинции) по совету премьера. Премьером провинции является лидер партии, получившей большинство мест в законодательном собрании.
Основные политические партии Нью-Брансуика — это либеральная партия Нью-Брансиука и прогрессивно-консервативная партия Нью-Брансуика. Начиная с 1980-х несколько мест в парламенте достаётся новой демократической партии Нью-Брансуика. Время от времени в результате протестного голосования в парламент проходила партия конфедерации регионов, которая прекратила своё существование в 2002 году.
Динамика политической системы Нью-Брансуика отличается от других провинций Канады. Отсутствие сильных центров в провинции требует от правительства отвечать за все аспекты жизни провинции напрямую. Вдобавок, существенное присутствие франкофонского меньшинства диктует необходимость консенсусной политики несмотря на правительство большинства.
С 1960 года провинция выбирает молодых двуязычных лидеров. Эта комбинация качеств позволяет премьерам Нью-Брансуика играть значительную роль на федеральном уровне. Предыдущий премьер, Бернард Лорд, был потенциальным лидером консервативной партии Канады. Ричард Хатфилд сыграл активную роль в принятии канадской конституции и хартии прав и свобод. Луис Робишо провёл широкий спектр социальных реформ в провинции.